# Cylindrepomus rubriceps
Cylindrepomus rubriceps är en skalbaggsart som först beskrevs av Aurivillius 1907.  Cylindrepomus rubriceps ingår i släktet Cylindrepomus och familjen långhorningar. Inga underarter finns listade i Catalogue of Life.